# Kenderesi Tamás
Kenderesi Tamás (Bonyhád, 1996. december 13. –) olimpiai bronz- valamint Európa-bajnoki ezüst- és bronzérmes, ifjúsági olimpiai bajnok magyar úszó.

## Sportpályafutása

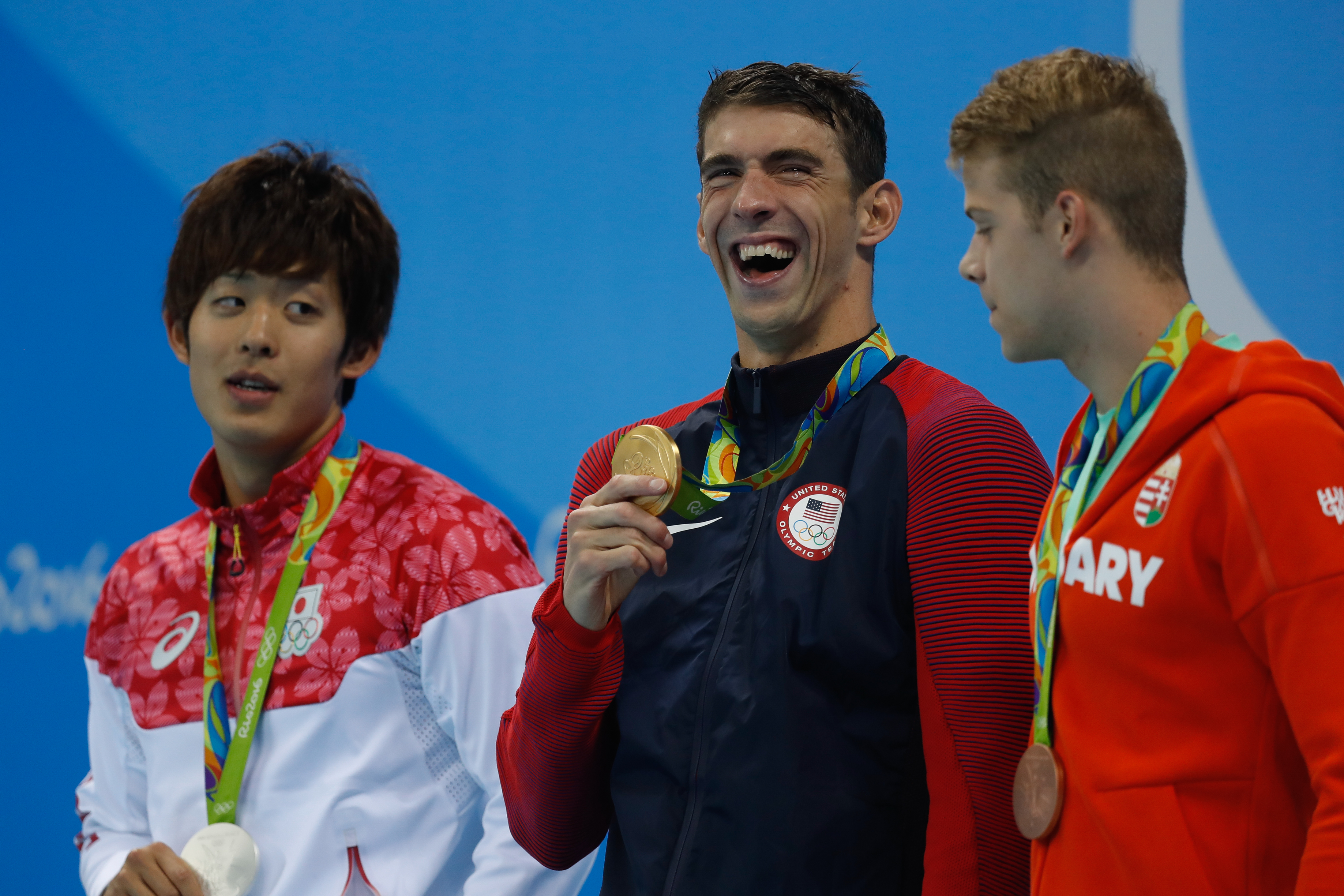
Masato Sakai, Michael Phelps és Kenderesi Tamás a 2016. évi nyári olimpiai játékok 200 m pillangó eredményhirdetésekor

2014-ben ifjúsági Európa-bajnok lett 200 méter pillangón. Ugyanebben a számban július 18-án, a debreceni országos bajnokságon legyőzte Cseh Lászlót. A 2014. évi nyári ifjúsági olimpiai játékokon 100 m pillangón hetedik, 200 m pillangón első lett. A 2014-es rövid pályás úszó-világbajnokságon 50 méteren nem jutott tovább a selejtezőből.
2015-ben magyar bajnokságot nyert 200 méteren, megelőzve Biczó Bencét és Cseh Lászlót. A 2015-ös úszó-világbajnokság előtt néhány nappal mononukleózis betegség miatt, orvosi előírásra (3 hónapig nem terhelhető) visszavonták a nevezését. A 2015-ös rövid pályás úszó-Európa-bajnokságon 100 m pillangón a 35. lett. 200 m pillangón kilencedik lett a selejtezőben, de az egy nemzetből induló versenyzők számának korlátozása miatt nem folytathatta tovább. Az Eb-n lábsérülést szenvedett, műteni kellett.
A 2016-os úszó-Európa-bajnokságon 50 méteren 42., 100 méteren 23., 200 méteren bronzérmes lett.
A riói olimpián 200 m pillangón az előfutamot és az elődöntőt megnyerve került a döntőbe, ahol 1:53,62 idővel a harmadik lett.
A 2017-es úszó-világbajnokságon Budapesten a 200 méteres pillangóúszásban a 4. helyen végzett. A decemberi rövid pályás Európa-bajnokságon 200 méteres pillangóúszásban bronzérmet szerzett.
A 2018-as úszó-Európa-bajnokságon 200 méteres pillangóúszásban ezüstérmet szerzett.
A 2019-es úszó-világbajnokságon 200 méteres pillangóúszásban 8. lett.
A 2019-es magyar bajnokság után térdszalagszakadást szenvedett, amit előre tervezetten a világbajnokságot követően műtöttek meg.
A 2021 májusában Budapesten rendezett Európa-bajnokságon 200 méter pillangóúszásban bronzérmes lett. Az olimpián negyedik helyezést ért el. 2021 szeptemberében a nyugdíjba vonuló Tari Imre helyett Turós Máté vette át az edzései irányítását.
A 2022-es úszó-világbajnokságon 200 méteres pillangóúszásban a 6. helyen végzett. Az Európa-bajnokságot vállsérülés miatt hagyta ki.
2023 áprilisában közleményben tudatta, hogy doppingvétség gyanúja miatt eljárást kezdeményezett ellene a Doppingellenes Világszervezetet (WADA).
Kenderesit 2023-ban eltiltotta a Magyar Antidopping Csoport (MACS), mert a biológiai útlevele olyan eltérést mutatott, ami felkeltette a Nemzetközi Doppingellenes Ügynökség (WADA) figyelmét. A nemzetközi Sportdöntőbíróság  (CAS) 2025 februárjában elutasította Kenderesi fellebbezését, egyúttal helybenhagyták az első fokon kiszabott négyéves eltiltását.

## Magyar bajnokság
| 50 méteres medence | 2014 | 2015 | 2016 | 2017 | 2018 | 2019 | 2020 | 2021 | 2022 |
| ------------------ | ---- | ---- | ---- | ---- | ---- | ---- | ---- | ---- | ---- |
| 50 m pillangó      |      |      | 7.   | 6.   | 8.   |      |      |      |      |
| 100 m pillangó     |      | 4.   | 2.   | 4.   | 3.   | 6.   | 5.   | 6.   | 5.   |
| 200 m pillangó     | 1.   | 1.   | 2.   | 1.   | 2.   | 2.   | 1.   | 2.   | 2.   |

## Szexuális zaklatás vádja
A 2019-es úszó-világbajnokság utolsó napján, július 28-án hajnalban Kenderesi Tamást a dél-koreai rendőrség szexuális zaklatásra vonatkozó feljelentés alapján  előállította. A Reuters hírügynökség értesülései szerint a sportolót a kvandzsui rendőrségen kihallgatták, majd szabadon engedték, de nem hagyhatta el az országot.
A Magyar Úszó Szövetség (MÚSZ) közleményében így reagált: "A vizsgálati szakaszban a magyar válogatott tagját megilleti az ártatlanság vélelme, ugyanakkor ha hivatalosan igazolást nyer vétkessége, úgy a MÚSZ a szövetség fegyelmi bizottságát fogja felkérni a további lépések megtételére. [...]" Kenderesi Tamás később a MÚSZ-hoz eljuttatott nyilatkozatában elismerte, hogy egy éjszakai szórakozóhelyen a mellékhelyiségből visszafelé haladva hozzáért egy ott dolgozó helyi táncoslányhoz, majd ezt követően saját megfogalmazása szerint meggondolatlan mozdulatot tett, de a szexuális zaklatás vádját visszautasította. Végül augusztus 1-jén hajnalban tért vissza Magyarországra. Wladár Sándor, a MÚSZ elnöke elmondta, hogy az úszó büntetéséről fegyelmi bizottság fog dönteni. A Magyar Úszószövetség fegyelmi bizottsága november 20-án hozott döntést az ügyében, aminek következtében írásbeli megrovást kapott és a támogatását fél évre megvonta tőle a MÚSZ, igaz utóbbi döntését egy évre felfüggesztette.

## Családja
A Tolna megyei Aparhantról származik, édesanyja pedagógus, édesapja szerszámkészítő vállalkozó. Három öccse közül az egyik szintén úszó.

## Díjai
- Magyar Arany Érdemkereszt (2016)